# Шпісс
Шпісс (нім. Spiss) — громада округу Ландек у землі Тіроль, Австрія.
Шпісс лежить на висоті 1628 м над рівнем моря і займає площу 24,5 км². Громада налічує 134 мешканці.
Густота населення 5/км².
|                                |
| Шпісс на мапі округу та землі. |

 Адреса управління громади: Spiss 20, 6544 Spis.